# Адольф Вільгельм Едельсверд

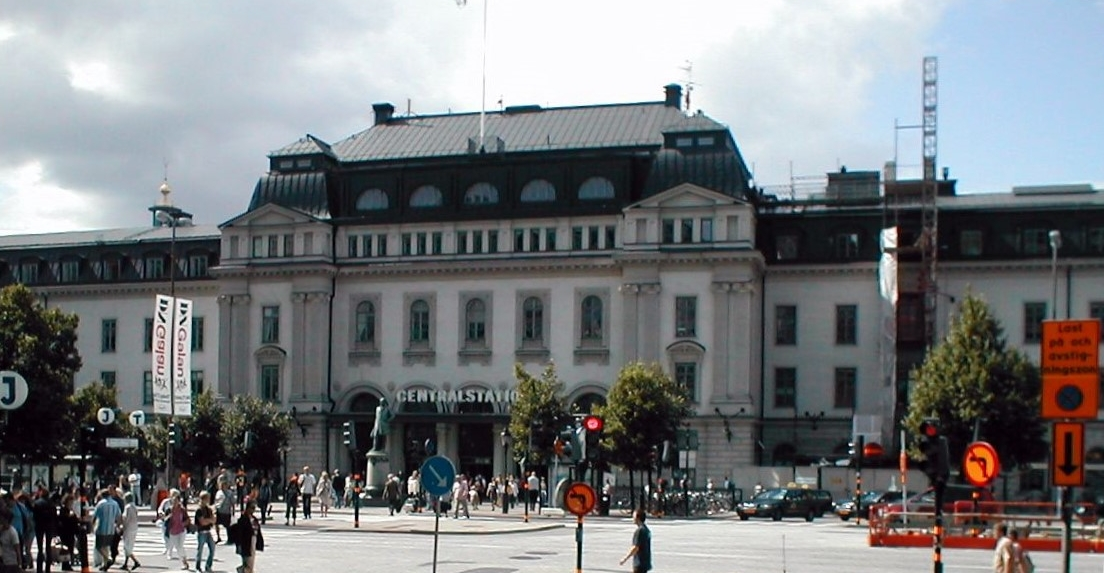
Центральний вокзал у Стокгольмі.

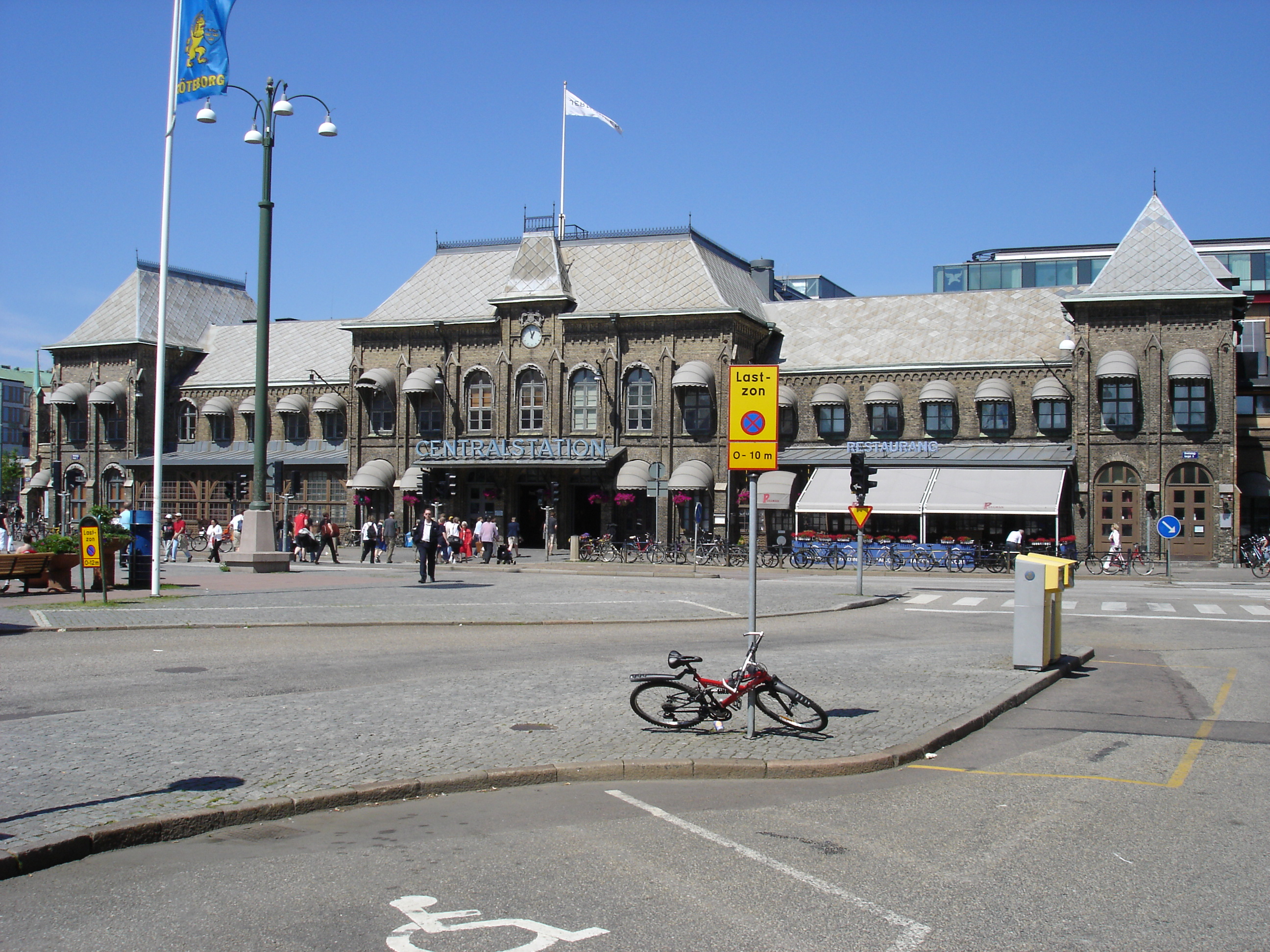
Центральний вокзал у Гетеборгу.

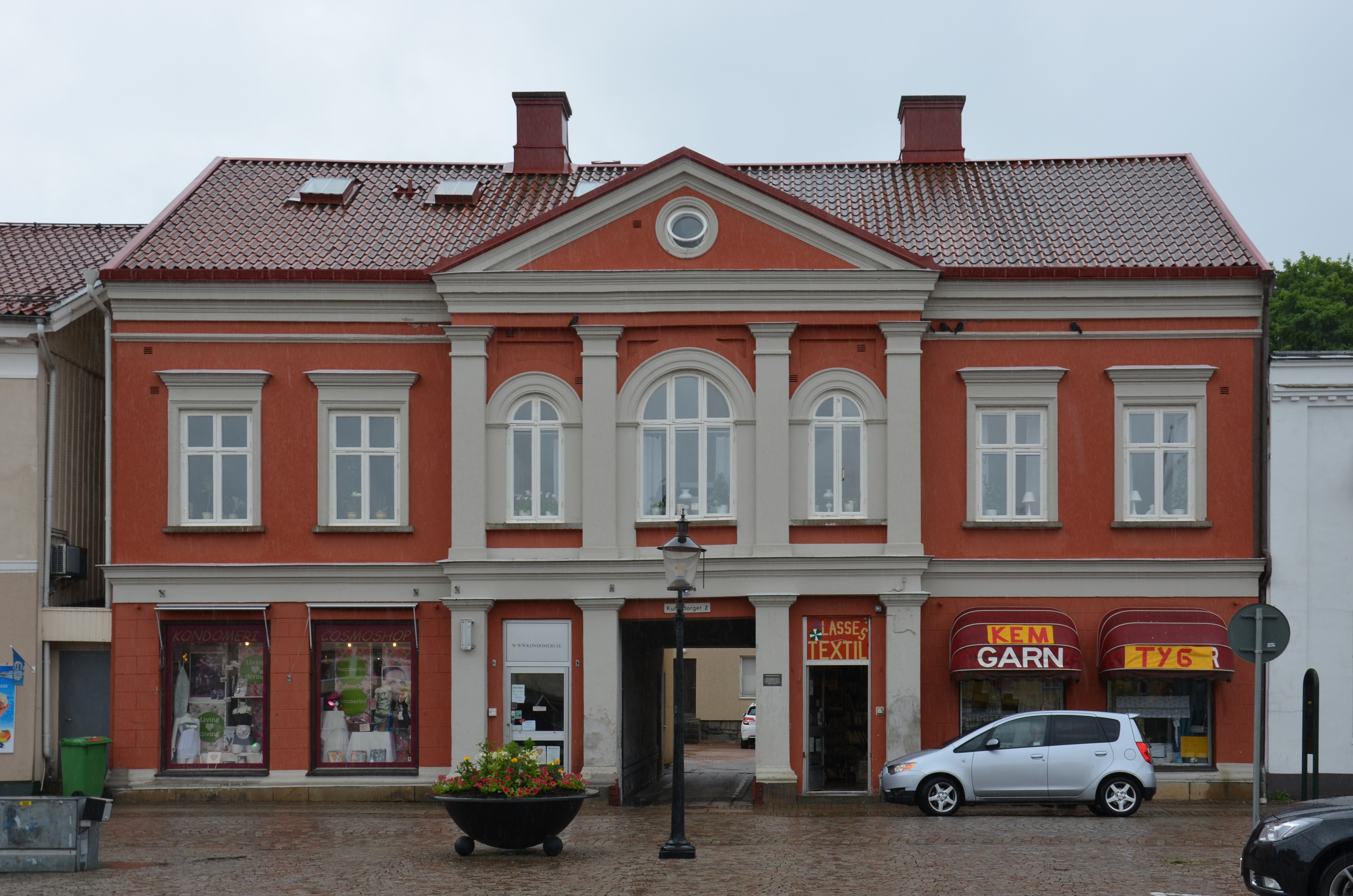
Будинок Турбурна в Уддеваллі.

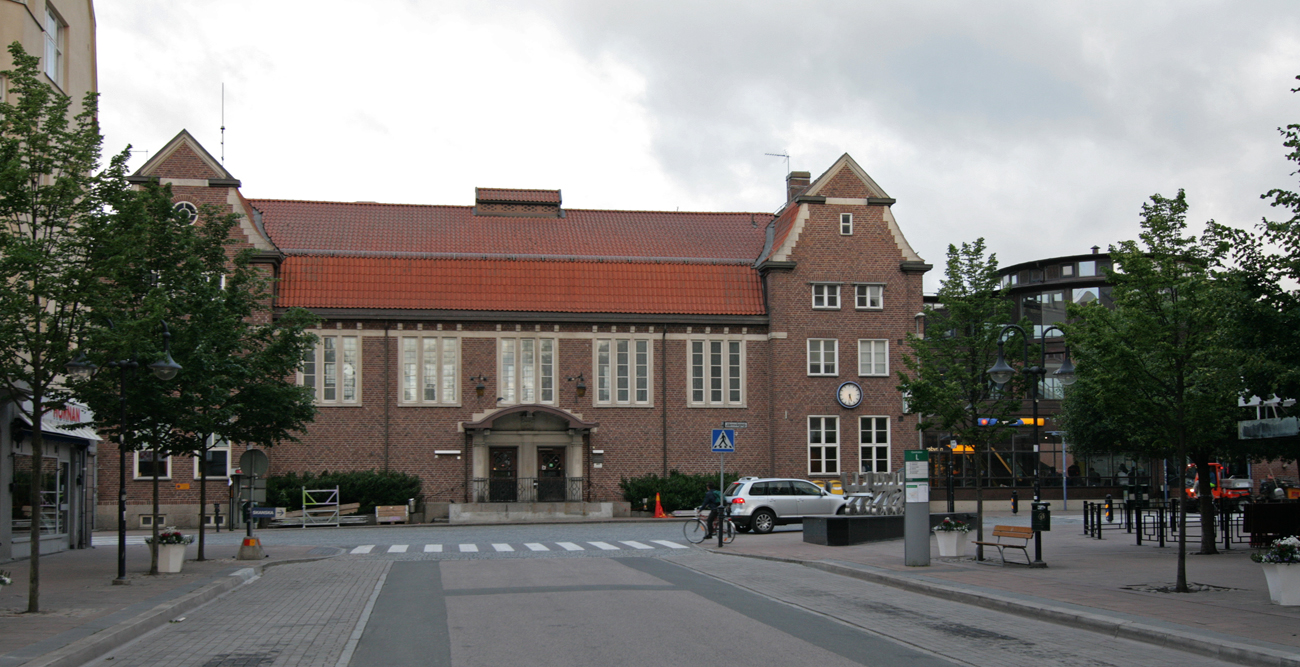
Залізнична станція в Гесслегольмі. Вигляд з боку міста.

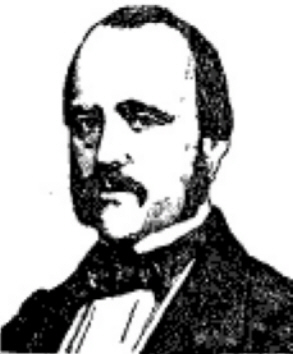
Адольф Вільгельм Едельсверд. 1906 рік.

А́дольф Ві́льгельм Е́дельсверд (швед. Adolf Wilhelm Edelsvärd, *28 червня 1824, Естерсунд, Швеція — 15 жовтня 1919, Стокгольм, Швеція) — шведський архітектор, фортифікаційний інженер і офіцер. Син Фредріка Вільгельма Едельсверда.

## Біографічні дані
Адольф Вільгельм Едельсверд народився в сім'ї Фрідріха Вільгельма Едельсверда — офіцера й інженера, який також цікавився питаннями розвитку сільського господарства. Мати — Шарлотта Крістіна Тун. Адольф Вільгельм у 1844 році закінчив Карлберзьку військову академію й у званні молодшого лейтенанта став на службу в Даларнському полку. 1845 року його переводять в Інженерний корпус. Відтоді Едельсверд кілька років брав участь у фортифікаційних роботах на території Швеції.
Згодом він студіював архітектуру у Швеції та в Англії (1850). 1852 року Адольф Вільгельм одружився з Емілією Ульрікою Блідберг. 1855 року — наступного після того, коли у Швеції відкрили першу залізницю, він став головним архітектором Шведських залізниць (ШЗ) — підрозділу Королівського управління залізниць. У відділі архітектури ШЗ Едельсверд працював на керівних посадах до 1895-го. За цей час він спроектував не менш як 5725 будівель, у тому числі 297 станційних. Це, зокрема, головні вокзали в Гетеборгу (1856), Упсалі (1865), Норчепінґу (1865), Лінчепінґу (1870), Еребру (1861) й Стокгольмі (1869). Вони збереглися до нашого часу, на відміну від приміщень на багатьох невеликих станціях.
До інших робіт Едельсверда належать Каплиця святої Бірґітти в Гетеборгу (1856), Гаґська (1856) й Англійська (1856) церкви, сиротинець, тюрма, Навігаційна школа та вілли — в Гетеборгу, церкви в Сандарне (1858), Юнсереді (1858), Тролльгеттані (1860), Таксінґе (1861) та багато громадських і приватних будівель у різних частинах країни. Це вілла Євгенії Шведської «Притулок миру» (Fridhem) на Ґотланді (1863), приміщення Промислової виставки в Карлстаді (1862), тимчасове приміщення Промислової виставки в Стокгольмі (1866). Едельсверд керував перебудовою Лицарського дому в Стокгольмі (1871).
1861 року Едельсверда призначено керівником робіт на будові Національного музею. 1864 року він у чині майора пішов у відставку з військової служби. У 1867 році став членом Академії сільського господарства, а в 1891-му — її почесним членом. 1871 року Едельсверд стає членом Академії мистецтв, віце-президентом якої був з 1898 по 1902 рік. У 1859–1866 роках він редагував рубрики архітектури та історії мистецтва в «Журналі будівельного мистецтва й інженерної науки» (Tidskrift för byggnadskonst och ingeniörvetenskap), а 1869 року опублікував працю «Розвиток сільської архітектури у Швеції за останні десятиліття» (Landtbyggnadskonstens utveckling i Sverige under de senaste årtiondena). Дуже багато він зробив для зміцнення оборони Стокгольма.

## Особливості творчости
Едельсверд надавав великого значення стилю й функціональності станційних будівель — як у великих містах, так і в містечках та селах. Проекти залізничних станцій у  Буксгольмі,  Бюшеельвені, Ґнесті, Габу (швед. Habomodellen,  Гелльнесі, Юнсереді (швед. Jonseredsmodellen), Катрінегольмі (швед. Katrineholmsmodellen), Партилледі, Спаррегольмі й Веннесі (швед. Vännäsmodellen) стали стандартними, з невеликим модифікаціями їх застосовували по всій країні.
Він вважав, що в невеликих містечках, які розбудовуються, приміщення залізничних станцій мають відрізнятися від решти станційних будівель, становити невід'ємну частину структури міста й їх слід розглядати в широкому контексті. На думку Едельсверда, містобудівну діяльність треба провадити з огляду на розширення залізничної мережі. На цю тему він написав кілька праць. Автор подав кілька рекомендацій для розроблення генерального плану містечок, сіл і передмість. Зокрема, в населеному пункті мають бути центральний майдан, відкриті простори й зелені насадження. Населений пункт належить поділити двома паралельними головними вулицями (як-от у Катрінегольмі), а між них, у самому середмісті, влаштувати парк з алеями. Громадські будівлі бажано розміщати на центральній осі, два полюси якої — станційна будівля і церква. Ця будівля становить «монументальну вагу», будучи основою центральної частини населеного пункту. Такі ідеї Едельсверда втілено в Несше, де залізнична станція була першою громадською будівлею й стала відправною точкою в генеральному плані міста. У Несше еспланада веде від вокзалу до головної площі. У Гесслегольмі будівля вокзалу і церква стоять на двох кінцях головної вулиці.

## Відомі проекти
- Приміщення Промислової виставки в Стокгольмі
- Центральний залізничний вокзал у Стокгольмі
- Центральний залізничний вокзал у Гетеборзі
- Центральний залізничний вокзал у Мальме
- Центральний залізничний вокзал у Норчепінґу
- Центральний залізничний вокзал в Упсалі
- Центральний залізничний вокзал у Лінчепінґу
- Центральний залізничний вокзал в Еребру
- Гаґська церква в Гетеборзі
- Англійська церква в Гетеборзі
- Вілла «Притулок миру» (Fridhem) у Вестергейде

## Членство
- Шведська королівська академія лісового і сільського господарства
- Шведська королівська академія вільних мистецтв

## Нагороди й відзнаки
- Орден Полярної зірки (кавалер)
- Орден Святого Олафа (кавалер)

Іменем Адольфа Вільгельма Едельсверда названо вулицю в Гетеборгу.